# هبة الهزاع
هبة الهزاع' أو هبة عبد الله الهزاع' مخترعة كويتية  بالكويت، هي عضو في الجمعية الكويتية لدعم المخترعين وحاصلة على العديد من الجوائز وبراءات اختراع عالمية لعل أبرزها المسار المتحرك.

## التقييم الأكاديمي والخبرة المهنية
حصلت على درجة البكالوريوس في إدارة الأعمال من جامعة الكويت. كما انها تهتم بتنمية مستواها التعليمي بالمشاركة بدورات تدريبية مهمة.
عملت الهزاع في العديد من الجهات المهمة بالدولة وكمستشارة للشركات .

## اختراعات

### المسار المتنقل[6][7]

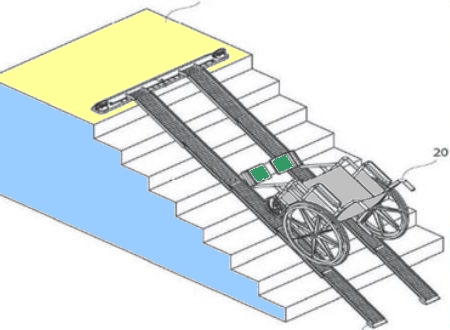
المسار المتنقل: حصلت هبة الهزاع على براءة اختراع عالمية

عبارة عن مسار متنقل يمكن حمله في أي مكان، واستخدامه لا يقتصر على الكراسي المتحركة بل يمكن للأمهات استخدامه لعربات أطفالهم للانتقال من طابق إلى طابق عند السفر أو في المنزل، كما يمكن أن يستخدم في مواقع الإنشاءات المؤقتة لنقل مواد البناء حال عدم وجود مسارات ثابتة، يكون المنتج منثنياً داخل حقيبة تعلق على الكرسي المتحرك أو تحمل بالظهر، ويتم ثنيه وتمديده وتركيبه بسهولة على السلم، من ثم يركب الكرسي المتحرك فوق المسار حتى يصل إلى الطابق المطلوب، علماً بأن المسار يمكن ان يستخدم لجميع أنواع العجلات بجميع أحجامها.

## الجوائز
- الجائزة الذهبية بمعرض الاختراعات العالمي بالكويت 2023.
- جائزة زين لأفضل فكرة.[9][10][11][12][13][14]
- المعرض العالمي للاختراعات ـ جنيف 2015 : الميدالية البرونزية.
- وزارة الشباب 2017 : جائزة إنجاز.
- وزارة الصحة 2017: جائزة التقدير.
- محافظة حولي 2018: جائزة الإبداع والتميز.
- الأمل الكويتي للشباب 2018: شهادة تقدير.
- محافظة الفروانية 2018: شهادة تقدير.

## من أبرز التكريمات
- تكريم من محافظ حولي الشيخ أحمد النواف الصباح.[15][16][17][18][2][19][20][13]
- تكريم جمعية حطين.
- تكريم من الشيخ فيصل الحمود المالك الصباح محافظ محافظة الفروانية.
- تكريم وزارة الصحة.